# Театр у микрофона
Театр у микрофона — передача «Всесоюзного радио», позже «Радио-1».
Записи театральных постановок — по трансляции или в форме специально созданных радиокомпозиций — производились творческими силами радиостанции. В постсоветское время в эту рубрику нередко включались и постановки «Радиотеатра» — специально созданные для радиовещания с привлечением актёров театра и кино радиоспектакли.
Передача выходила на «Радио-1» до мая 2000 года. В 1995 году все записи Указом Президента РФ Б. Ельцина были безвозмездно переданы Гостелерадиофонду с продлением авторского права.